# .sx
.sx is het landelijke topleveldomein (ccTLD) van Sint Maarten. Sint Maarten heeft recht op deze eigen ccTLD nadat het op 10 oktober 2010 de status van autonoom land binnen het Koninkrijk der Nederlanden kreeg.
Sinds 15 november 2012 kunnen .sx-domeinnamen worden geregistreerd.